# Organometallics
Organometallics – recenzowane czasopismo naukowe zawierające artykuły na temat badań z chemii związków metaloorganicznych oraz chemii nieorganicznej. Wydawane jest przez American Chemical Society. Impact factor tego czasopisma wynosił w 2014 4,126.
Organometallics jest indeksowane przez: CAS, British Library, CABI, EBSCOhost, Proquest, PubMed, SCOPUS, SwetsWise oraz Web of Science.
Redaktorem naczelnym jest Dietmar Seyferth - emerytowany profesor chemii Massachusetts Institute of Technology.